# نادر أبو الليف
نادر أنور جابر الشهير بـ «نادر أبو الليف» أو «أبو الليف»؛ هو مغني مصري، (ولد في 1968 م، بالإسكندرية). تخرج من معهد الكونسرفتوار، الذي درس الموسيقى فيه، حيث كان عازفا لآلة الكمان. ذاع صيته بعد صدور أول ألبوم له المعرف بـ «كينج كونج»، والذي يضم 10 أغنيات متنوعة، تناقش العديد من قضايا المجتمع والشباب، بطريقة تميل إلى السخرية.

## بدايته
ترجع بدايته الفنية إلى فترة التسعينات، حيث حاول دخول عالم الغناء، ولكنه لم يتمكن من ذلك نظرا لظروفه المادية السيئة، والتي حالت دون تمكنه من إنتاج ألبوم على حسابه الخاص، مما دعاه إلى طرق العديد من الأبواب؛ لكن دون جدوى، فقرر السفر إلى ليبيا باحثا عن فرصة عمل، توفر له السيولة المالية؛ فعمل هناك في مجالات عديدة، منها الزراعة والطباعة.
ربح الكثير، ولكنه خسر كل الأموال التي جمعها بالمضاربة في البورصة، وقد أشار إلى هذا الحدث في حياته في أغنية «تاكسي». عاد إلى الغناء مرة أخرى بسبب صداقته للمؤلف الغنائي أيمن بهجت قمر؛ حيث اجتمع الفريق المكون من نادر وأيمن ومحمد يحيى وتوما الموزع، ليخرجوا نادر أبو الليف إلى النور، في حالة غنائية شبيهة بالمونولوج، التي افتقدها الجمهور المصري طويلاً.

## شهرته
يرجع سبب شهرته السريعة إلى صدور ألبومه «كينج كونج»، حيث حقق قبول واسع لدى مستمعيه، فقد نفذت طبعته الأولى والتي تقدر 10.000 نسخة في 24 ساعة فقط من طرحه بالأسواق المصرية.
يحتوي الألبوم على 10 أغنيات، كتب 9 أغنيات منهم الشاعر أيمن بهجت قمر، ولحنهم محمد يحيى، وقام الشاعر حسن عطية بكتابة الأغنية العاشرة، ولحنها توما الذي تولى مهمة التوزيع الموسيقى للألبوم بالكامل، بينما تولت توزيعه شركة ميلودي بيكتشر.
ثم بدأ مرحلة جديدة بغناء اغاني الأعمال الدرامية مع الشاعر خالد الشيباني فغنى تترات مسلسل حاميها وحراميها وأغنية فيلم حارة مزنوقة وتترات برنامج أحلى كورة مع بركات وكتب له خالد الشيباني أيضا أغنية كلناعبادك ومن الحان وائل عقيد و توزيع سامر عادل .

## زواجه
تزوج أبوالليف من علا رامي في أكتوبر عام 2010، وكان لهذا الزواج قصة منذ ان ظهر أبو الليف علي الساحة الفنية، كان يحكي عن قصة الحب الوحيدة في حياته بفتاة تعرف عليها منذ عشرين عاما في معهد الكونسرفتوار،ولكن القصة لم تكتمل بسبب ظروفه المادية شديدة السوء، حيث تركته حبيبته وتزوجت غيره، ولم يستطع أن يحتمل انتهاء قصة الحب، فترك المعهد وعمل في أكثر من مهنة، ومن بينها بائع في سوبر ماركت وسائق تاكسي وكهربائي ونقاش، ولكن تغير كل هذا بعد شهرته كمطرب وتحسن أحواله المادية تمكن من الزواج.